# Ficus schippii
Ficus schippii är en mullbärsväxtart som beskrevs av Paul Carpenter Standley. Ficus schippii ingår i släktet fikonsläktet, och familjen mullbärsväxter. Inga underarter finns listade i Catalogue of Life.